# Вандербильты
Вандербильты — семья американских миллионеров.

## Представители

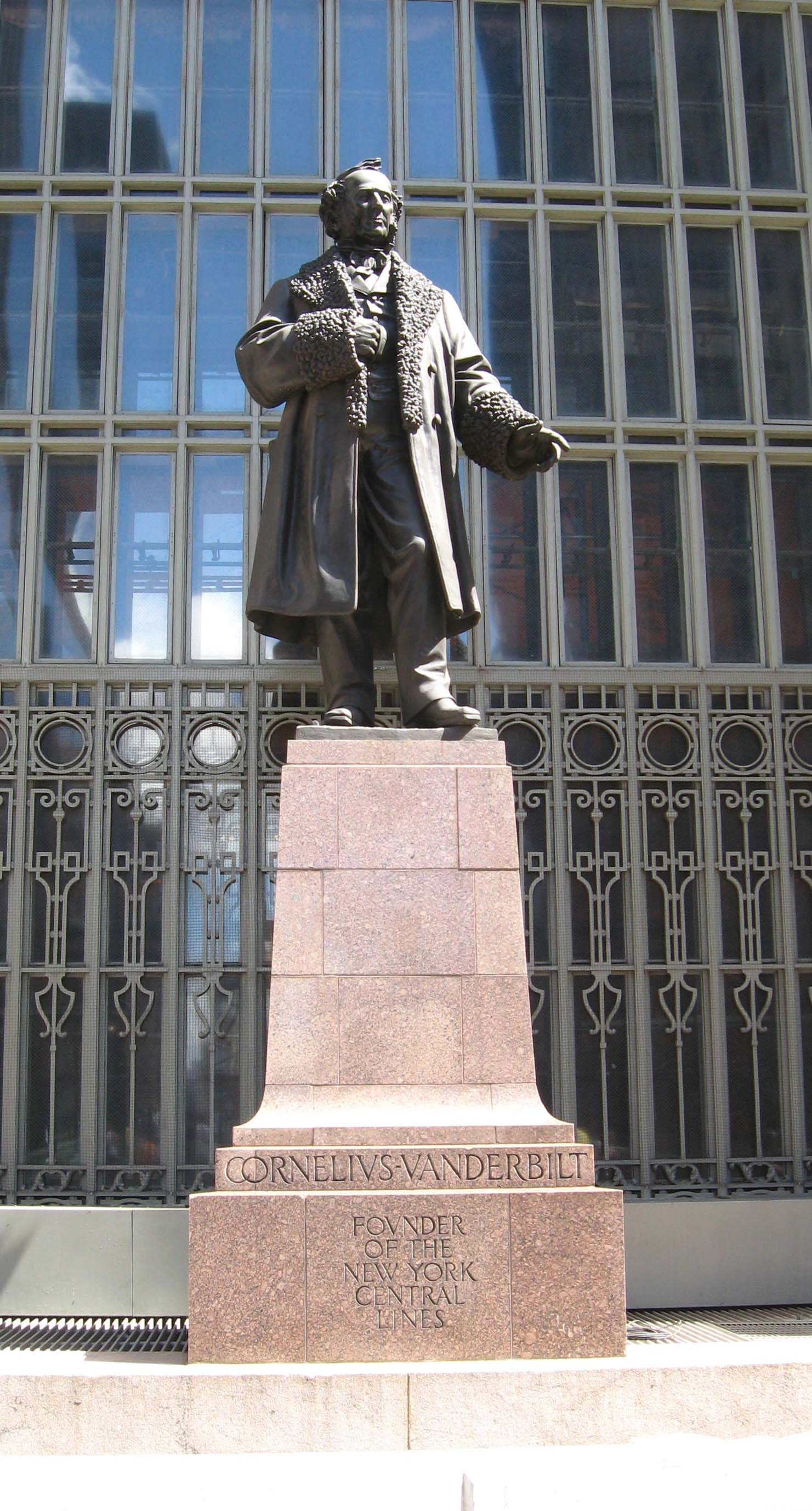
Памятник Корнелиусу Вандербильту на вокзале Гранд-Сентрал в Нью-Йорке

- Корнелиус Вандербильт (1794—1877) — основатель рода
  - Фиби Джейн Вандербильт (1814—1878)
  - Этелинда Вандербильт (1817—1889)
  - Элиза Матильда Вандербильт (1819—1890)
  - Уильям Генри Вандербильт (1821—1885) — бизнесмен и филантроп
    - Корнелиус Вандербильт II (1843—1899) — бизнесмен
      - Элис Гвинн Вандербильт (1869—1874)
      - Уильям Генри Вандербильт II (1870—1892)
      - Корнелиус Вандербильт III (1873—1942) — военный и инженер
        - Корнелиус Вандербильт IV (1898—1974) — журналист и издатель газеты
        -  Грейс Вандербильт Стивенс (1899—1964)

      - Гертруда Вандербильт Уитни (1875—1942) — скульптор и меценат
        - Флора Пейн Уитни[англ.] (1897—1986) — художница и светская львица
        - Барбара Уитни (1903—1983)
        -  Корнелиус Вандербильт Уитни[англ.] (1899—1992) — бизнесмен и филантроп

      - Альфред Гвинн Вандербильт I[англ.] (1877—1915) — бизнесмен
        - Уильям Генри Вандербильт III (1901—1981) — губернатор Род-Айленда
          - Эмили Вандербильт (род. 1925)
          - Энн Вандербильт (1931—2014)
          - Элси Вандербильт (род. 1933)
          - Уильям Генри Вандербильт IV (род. 1945)

        - Альфред Гвинн Вандербильт II[англ.] (1912—1999) — занимался скачками
          -  Альфред Гвинн Вандербильт III[англ.] (род. 1949) — менеджер по связям с общественностью
            -  Джеймс Вандербильт (род. 1975) — сценарист

        -  Джордж Вашингтон Вандербильт III[англ.] (1914—1961) — яхтсмен и исследователь

      - Реджинальд Клейпул Вандербильт[англ.] (1880—1925) — занимался скачками
        - Кэтлин Вандербильт[англ.] (1904—1944) — светская дама
        -  Глория Вандербильт (1924—2019) — актриса, дизайнер, писательница
          -  Андерсон Купер (род. 1967)

      -  Глэдис Мур Вандербильт[англ.] (1886—1965) — светская дама
        - Корнелия Сеченьи (1908—1958) — графиня
        - Алиса Сеченьи (1911—1974) — графиня
        - Глэдис Сеченьи (1913—1978) — графиня
        - Сильвия Анита Сеченьи (1918—1998) — графиня
        -  Фердинандин Сеченьи (1923—2016) — графиня

    - Маргарет Луиза Вандербильт (1845—1924) — филантроп
      - Флоренс Шепард (1869—1869)
      - Мария Луиза Шепард (1870—1948)
      - Эдит Шепард (1872—1954)
      - Маргарет Шепард (1873—1895)
      - Элис Вандербильт Моррис[англ.] (1874—1950) — учёная
      -  Эллиот Фитч Шепард-младший[англ.] (1877—1927) — автогонщик

    - Уильям Киссам Вандербильт (1849—1920) — бизнесмен и филантроп
      - Консуэло Вандербильт (1877—1964) — герцогиня Мальборо
        -  Джон Альберт Уильям, 10-й герцог Мальборо (1897—1972)

      - Уильям Киссам Вандербильт II[англ.] (1878—1944) — спортсмен, основатель Кубка Вандербильта
      -  Гарольд Стирлинг Вандербильт[англ.] (1884—1970) — энтузиаст автоспорта и яхтсмен

    - Эмили Торн Вандербильт (1852—1946) — филантроп
      - Флоренс Адель Слоан (1873—1960) — светская дама
        - Эмили Вандербильт Бёрден (1896—1896)
        - Джеймс Аберкромби Бёрден (1897—1979)
        - Уильям Дуглас Бёрден (1898—1978)
        -  Флоренс Ирвин Бёрден Лоуренс (1902—1990)

      - Эмили Вандербильт Слоан (1874—1970) — филантроп
        - Адель Слоан Хаммонд (1902—1998)
        - Элис Фрэнсис Хаммонд (1905—1978)
        - Рэйчел Хаммонд (1908—2007)
        -  Джон Генри Хаммонд II (1910—1987) — музыкальный продюсер и музыкант

      - Лила Вандербильт Слоан (1878—1934)
      - Уильям Дуглас Слоан (1883—1884)
      -  Малкольм Дуглас Вандербильт Слоан (1885—1924)

    - Флоренс Адель Вандербильт (1854—1952) — светская дама
      - Элис Твомбли (1879—1896)
      - Флоренс Вандербильт Твомбли (1881—1969)
      - Рут Твомбли (1885—1954)
      -  Гамильтон Маккаун Твомбли-младший (1888—1906)

    - Фредерик Уильям Вандербильт[англ.] (1856—1938) — промышленник, директор железных дорог
    - Элиза Осгуд Вандербильт[англ.] (1860—1936) — светская дама
    -  Джордж Вашингтон Вандербильт II[англ.] (1862—1914) — коллекционер произведений искусства

  - Эмили Альмира Вандербильт (1823—1896)
  - София Джонсон Вандербильт (1825—1912)
  - Мария Луиза Вандербильт (1827—1896)
  - Фрэнсис Лавиния Вандербильт (1829—1868)
  - Корнелиус Иеремия Вандербильт (1830—1882) — покончил жизнь самоубийством
  - Джордж Вашингтон Вандербильт (1832—1836)
  - Мэри Алисия Вандербильт (1834—1902)
  - Кэтрин Жюльет Вандербильт (1836—1881)
  -  Джордж Вашингтон Вандербильт (1839—1863)